# 高山俊吉
高山 俊吉（たかやま しゅんきち、1940年12月16日 - ）は、東京都出身の弁護士。青年法律家協会議長を務めた。

## 来歴・人物
今川中学校、都立一橋高校、東京大学法学部を卒業。1966年25歳で司法試験合格し司法修習21期、東京弁護士会に所属。東京都千代田区で高山法律事務所を開く。
交通法科学研究会(事務局長)、日本交通学会、日本交通科学協議会、国際交通安全学会、交通権学会などに所属。市民の立場から交通安全、交通違反の取り締まりなどに関して発言することが多い
1974年「道路交通民主化の会」結成、この会の特徴の一つは「科学性、合理性」重視ということだった（1994年解散）。
なお、交通取り締まり利権の確保の為と言われる行政制裁金への布石、放置違反金についても追及している。
2008年2月8日、平山正剛の任期満了に伴う日本弁護士連合会次期会長選挙で、宮崎誠（大阪弁護士会属）に敗れた。過去4回の会長選で3000~4000票あまりの得票を得てきたが、現在進んでいる法曹人口増員計画そのものに反対し、今回は7043票を得て大幅に得票数を伸ばした。
2009年5月15日の産経新聞では、福岡海の中道大橋飲酒運転事故の福岡高裁判決（危険運転致死傷罪を認定し、懲役20年）に対し、非常に問題の多い判決で強い違和感を覚える旨のコメントを残している。
2022年5月22日の日米・クアッド首脳会談では「日本と米国が中国に対して、また改めて侵略戦争をしようとしている」と抗議活動を行った。

## 著書
- 『速度違反取締りへの挑戦　悪名高きネズミ捕り粉砕のテクニック』（芸文社、1981年7月）ISBN 4874650945
- 『まんがでわかる道交法』（1983年6月）
- 『まんがでわかるアパート・マンション・借家の法律』（集英社、1984年3月）ISBN 4087810402
- 『まんがでわかる軽犯罪法』（集英社、1984年10月）ISBN 4087810461
- 『道交法の使い方　5000万ドライバー専用』（青人社、1985年10月）ISBN 405101701X
- 『まんがでわかる新道交法』（集英社、1987年4月）ISBN 4087810607
- 『最新!まんがでわかる道交法』（集英社、1994年11月）ISBN 4087811107
- 『道交法の謎　7500万ドライバーの心得帳』（講談社+α新書、2004年4月）ISBN 406272250X
- 『裁判員制度はいらない』（講談社、2006年9月）ISBN 4062136007　（講談社＋α文庫に収録、講談社、2009年2月）ISBN 9784062812641
- 『交通事故事件弁護学入門』（日本評論社、2008年4月）ISBN 9784535516069